# Kiril Ivkov
Kiril Lozanov Ivkov, bolgár cirill betűkkel: Кирил Лoзaнoв Ивков (Pernik, 1946. június 21. – 2025. május 24.) bolgár válogatott labdarúgó, edző.

## Pályafutása

### Klubcsapatban
A Levszki Szofija meghatározó játékosa volt az 1967 és 1978 között. Ötszörös bolgár bajnok és ötszörös bolgár kupagyőztes. 1974-ben és 1975-ben az év labdarúgójának választották Bulgáriában.

### A válogatottban
1968 és 1979 között 44 alkalommal szerepelt a bolgár válogatottban és 1 gólt szerzett. Tagja volt az 1968. évi nyári olimpiai játékokon ezüstérmet szerzett válogatottnak. Részt vett az 1974-es világbajnokságon.

## Sikerei, díjai
Levszki Szofija
- Bolgár bajnok (5): 1969–70, 1970–71, 1975–76, 1976–77, 1978–79
- Bolgár kupa (5): 1967–68, 1969–70, 1973–74, 1976–77, 1978–79

Bulgária
- Olimpiai ezüstérmes (1): 1968

Egyéni
- Az év bolgár labdarúgója (2): 1974, 1975